# Рубан Олександра Юріївна
Олександра Юріївна Ру́бан (03 березня 1956, Київ) — українська скульпторка, Заслужена художниця України. 

## Біографія
Народилася 1956 року у Києві в родині скульптора-анімаліста Юрія Рубана.
У 1968-1974 роках навчалася в Республіканській художній середній школі на відділенні скульптури.
У 1975-1981 роках була студенткою Київського державного художнього Інституту на факультеті скульптури. ЇЇ викладачами були такі метри української скульптури як І.В.Макогон, В.В.Швецов, В.З.Бородай. 
З 1978 року починає брати активну участь в Республіканських художніх та Всесоюзних виставках.
У 1985 році вступає до Національної спілки художників України.
У 1986-1989 роках була аспіранткою творчих майстерень Академії мистецтв СРСР.
З 1990 року бере участь у міжнародних художніх виставках, симпозіумах, акціях, конкурсах, аукціонах та салонах.
Роботи знаходяться в 18 музеях України, Китаю та Росії, а також в приватних колекціях в Україні, Швеції, Росії, Франції, Німеччини.

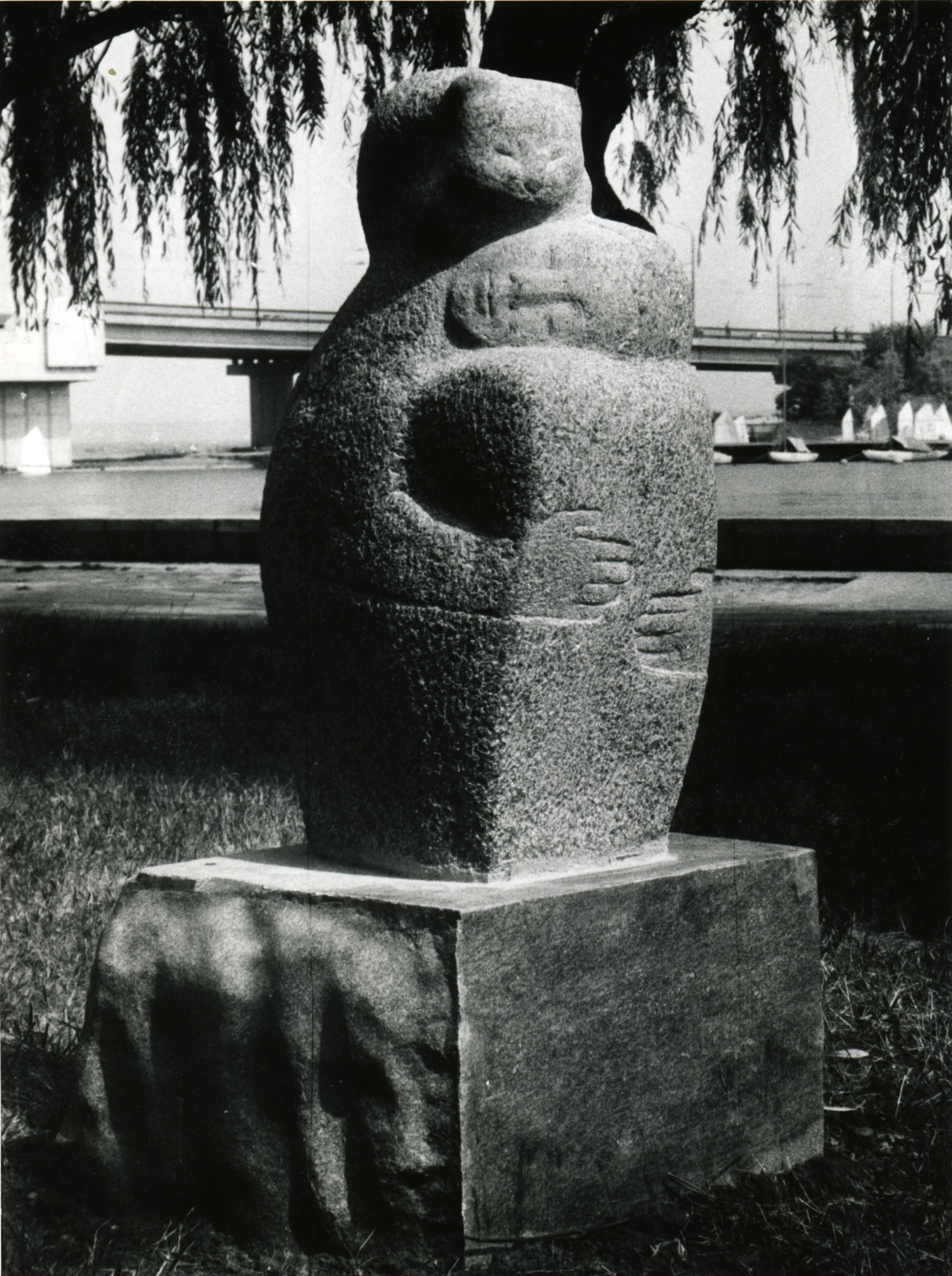
Паркова композиція «Сон», м.Миколаїв, 1989 рік

Працює в галузі станкової та монументальної скульптури. Віддає перевагу таким скульптурним матеріалам, як бронза, граніт, мармур та дерево. 

## Пам'ятники
У 1983 році виконала монумент з міді «Спаленим селам» в с.Грициївка, Чернігівської області. 
У 1984 році створила рельєфи з гіпсу «Космос» та «Птахи» в м.Суми. 
У 1985 році виконала скульптурну композицію «Юність» в м.Рівне. 
У 1989 році в співавторстві зі своїм чоловіком, Віктором Липовкою, виконала бронзовий бюст письменника М.П.Трублаїні для Меморіального музею-бібліотеки Трублаїні в м.Вінниця. 
У 1991 році, в співавторстві з В. Липовкою, виконала рельєф з гіпсу «Національні мотиви» в с.Митниця, Київської області. 
У 2008 році, в співавторстві з В. Липовкою, виконала пам'ятник Лесі Українці з бронзи в м.Телаві (Грузія), офіційне відкриття якого відбулося у 2017 році.   

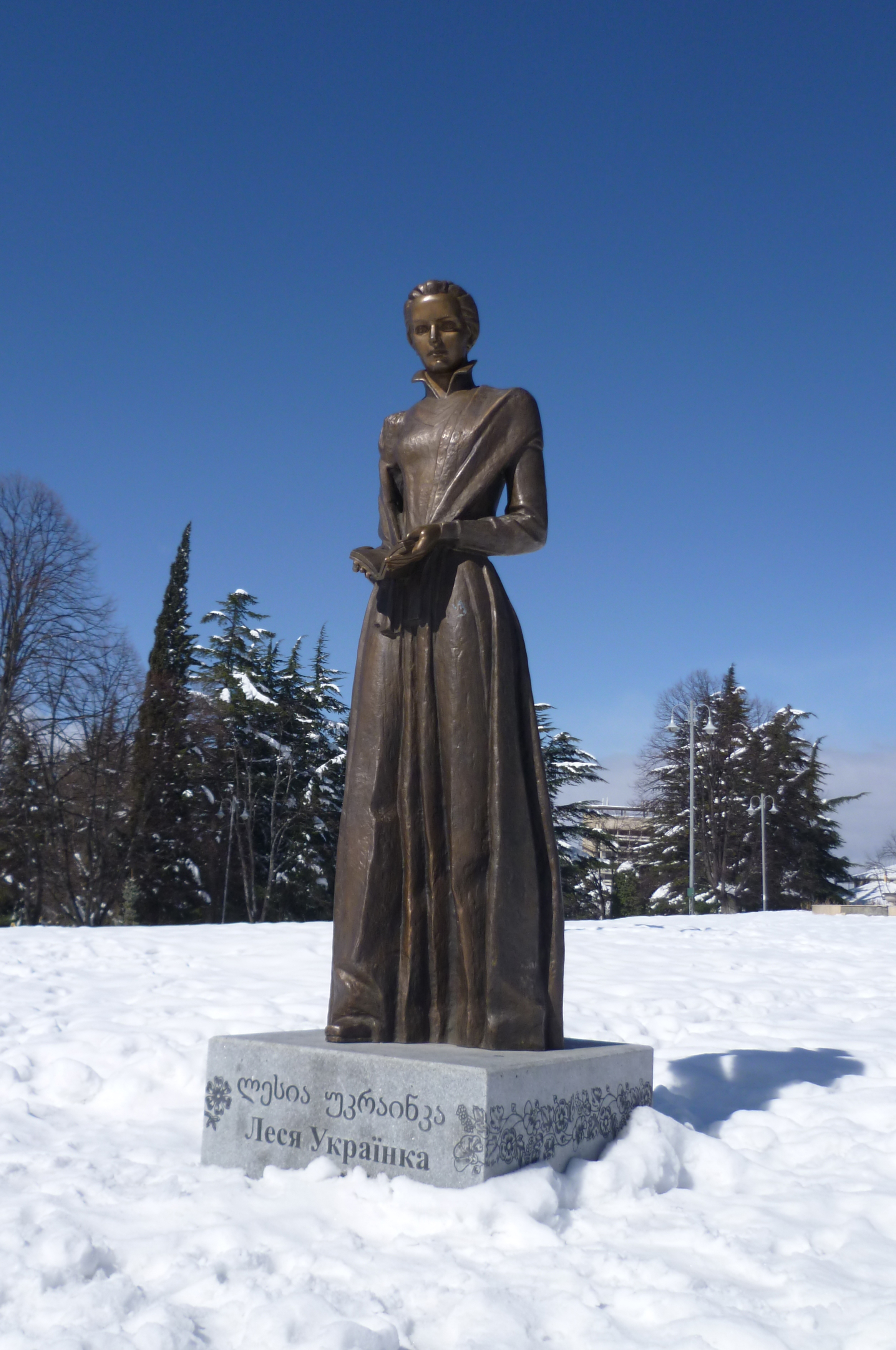
Пам'ятник Лесі Українці в м.Телаві (Грузія), 2017 рік

У 2014 році, в співавторстві з В. Липовкою, виконала пам'ятник з граніту О.О.Шалімову в м.Києві. 

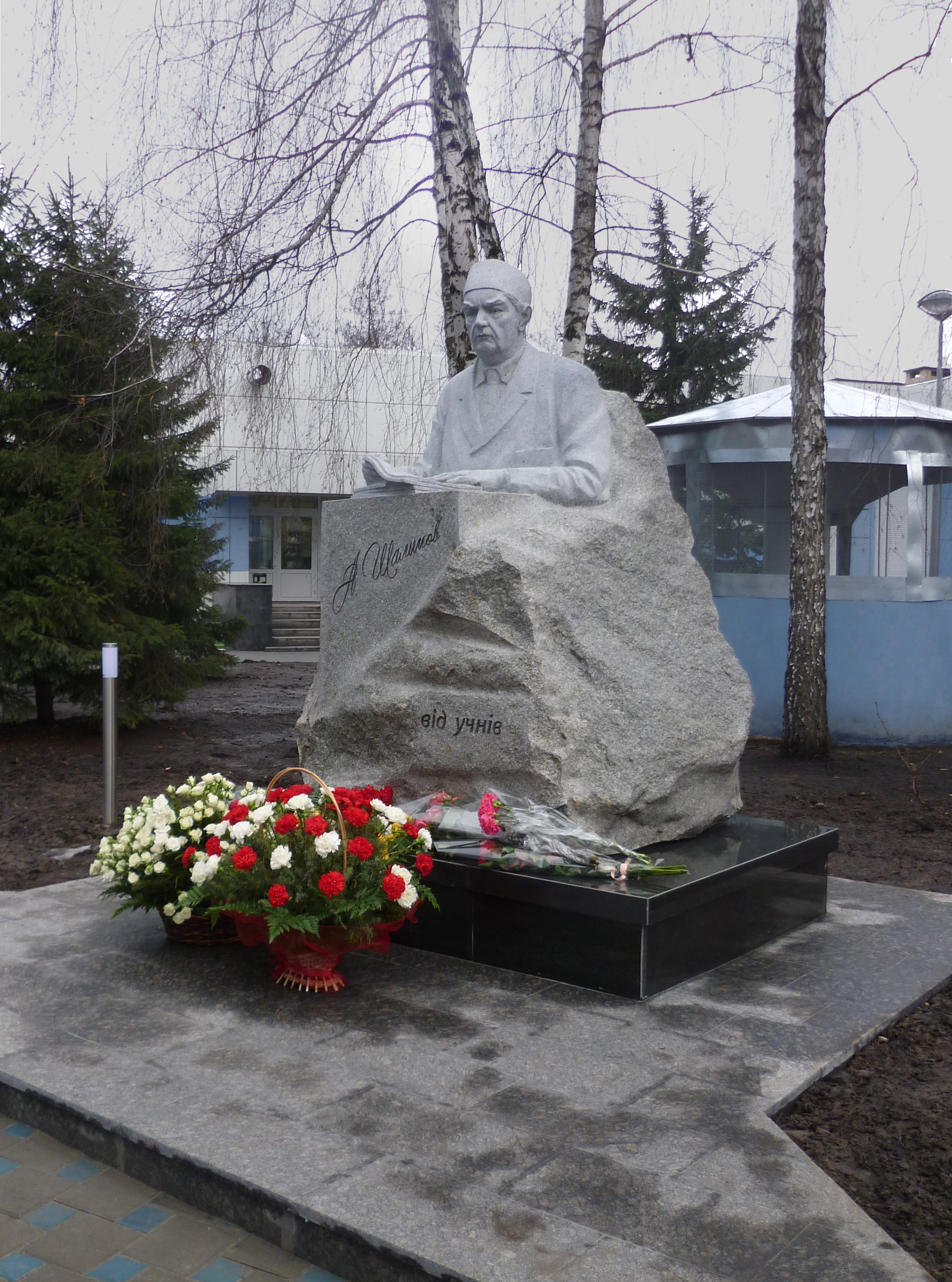
Пам'ятник О.О.Шалімову в м.Київ, 2014 рік

У 2017 році, в співавторстві з В. Липовкою, виконала пам'ятник з бронзи О.Телізі та її соратникам в Бабиному Яру м.Києва.

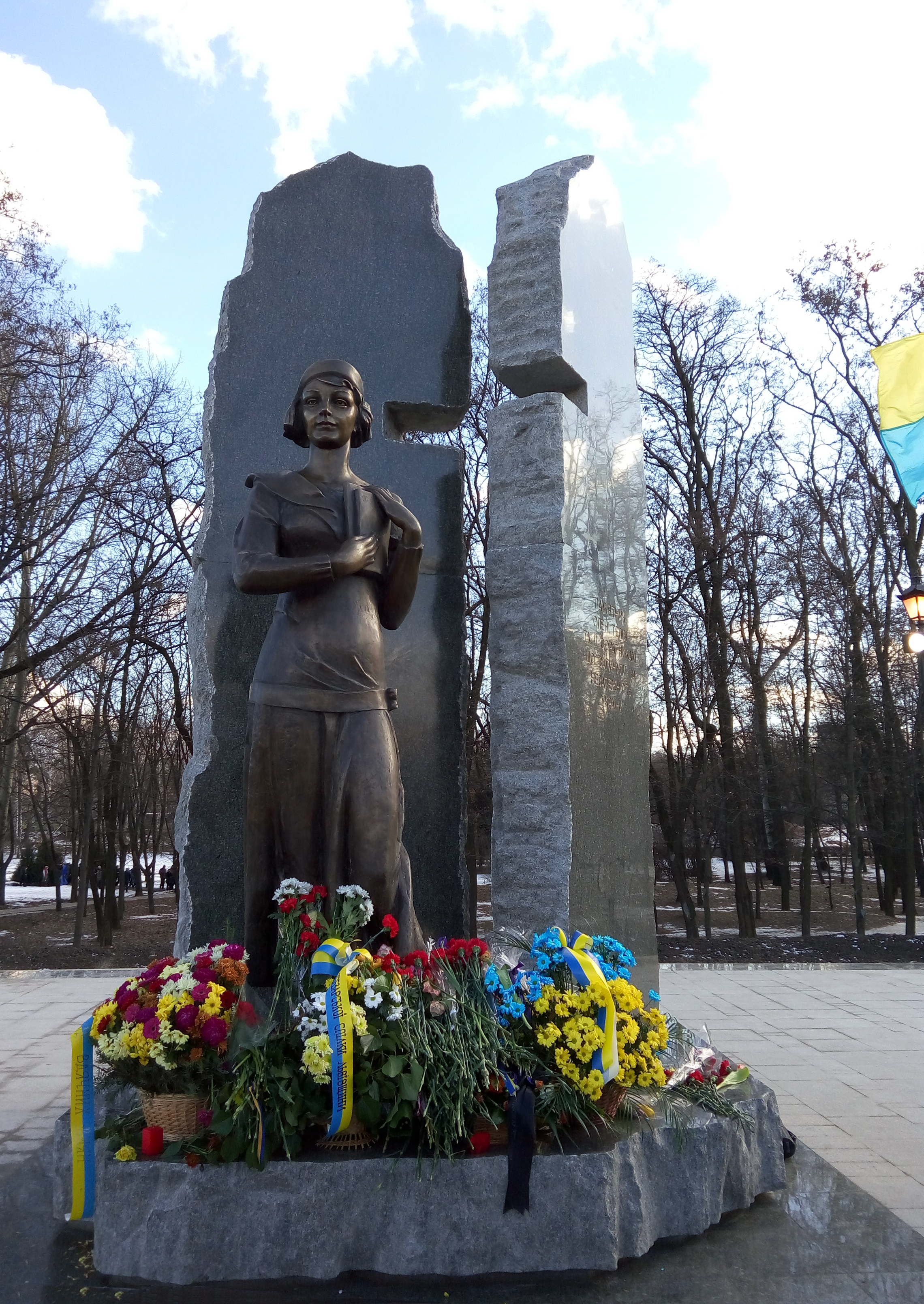
Пам'ятник Олені Телізі та її соратникам в Бабиному Яру в м.Київ, 2017 рік

У 2020 році, разом з В. Липовкою виконала відновлення скульптур свого батька, Юрія Рубана «Зубр» та «Леви» для оновленого входу до Київського зоопарку. 

## Відзнаки
У 2011 році отримала подяку прем’єр-міністра України «За вагомий внесок у забезпечення розвитку українського образотворчого мистецтва».
У 2014 році стала лауреаткою Всеукраїнської трієнале «Скульптура 2014».
У 2017 році нагороджена медаллю «За жертовність і любов до України».
У 2017 році присвоєно звання «Заслужений художник України».
У 2018 році нагороджена премією Київської організації Національної спілки художників України «Митець» ім. М. В. Лисенка.

## Основні виставки
- 1983 – Перша Республіканська виставка скульптури, м.Київ.

- 1987 – Виставка аспірантів творчих майстерень Академії мистецтв СРСР, музей Російського мистецтва, Київ.

- 1991 – Виставка українського мистецтва, м.Мальме, Швеція.

- 1991 – Аукціон українського мистецтва, м.Чикаго, США.

- 1991 – Виставка українського мистецтва "Beyond Borders", м.Піттсбург, США.

- 1992 – Аукціон українського мистецтва, м.Бордо, Франція.

- 1992 – Виставка українського мистецтва, м.Версаль, Франція.

- 1993 – Аукціон українського мистецтва, м.Анже, Франція.

- 1993 – Персональна виставка, галерея «Smugehamn», м.Треллеборг, Швеція.

- 1994 – Аукціон українського мистецтва Дрюо, м.Париж, Франція.

- 1997 – Групова художня виставка В.Липовки, О.Рубан та М.Шемякіна, галерея «Тадзіо», м.Київ.

- 1998 – Персональна виставка «Різдвяні зустрічі», Київська Торгово-промислова палата, Україна.

- 1999 – Персональна виставка, галерея «Л-Арт», м.Київ.

- 2003 – Міжнародна конференція та виставка скульптури у Всесвітньому парку скульптури-Changchun World Sculpture Park, персональна експозиція, м.Чанчунь, Китай.

- 2003 – Виставка скульптури малих форм В.Липовки, О.Рубан, А.Липовки в посольстві України, м.Пекін, Китай.

- 2004, 2005 – Арт-салон, Манєж, м.Москва.

- 2007 – Художня виставка "Чотири покоління родини художників", Національний музей «Київська картинна галерея», м.Київ.

- 2011 – Великий скульптурний салон, Мистецький Арсенал, м.Київ.

- 2014, 2017 – Всеукраїнська скульптурна трієнале, м.Київ.

- 2018 – Виставка в павільйоні України на Sheikh Zayed Heritage Festival, м.Дубай, ОАЕ.

- 2018 – Виставка в посольстві України в ОАЕ, м.Дубай, ОАЕ.

- 2019 – Виставка в аукціонному домі «Goldens», м.Київ.

```
 
```